# Парламентские выборы в Киргизской ССР (1990)
Выборы в Верховный Совет Киргизской ССР прошли в два тура: первый прошёл 25 февраля 1990 года, второй — 7 апреля 1990 года. На момент выборов единственной партией в республике была Коммунистической партии Киргизии (КПК) — местная организация КПСС. Большинство кандидатов в депутаты было выдвинуто от коллективов трудящихся либо от работников государственных предприятий и организаций. По итогам выборов коммунисты получили около 90 % мест; некоторые депутаты (как самовыдвиженцы, так и члены КПК) были неформально связаны с демократическим движением.
Явка избирателей составила 91,96%.

## Результаты
|                   | КПК (КПСС)        | неизвестно | ок. 90% | неизвестно | 315 |  |  |  |  |  |  |  |
|                   | Прочие            | неизвестно | 10%     | неизвестно | 35  |  |  |  |  |  |  |  |
| Всего             | Всего             | 2 106 040  | 100 %   | —          | 350 |  |  |  |  |  |  |  |
|                   |                   |            |         |            |     |  |  |  |  |  |  |  |
| Явка              | Явка              | 2 106 040  | 91,96%  | —          |     |  |  |  |  |  |  |  |
| Число избирателей | Число избирателей | 2 290 202  | 100,00% | —          |     |  |  |  |  |  |  |  |